# Tanjung Pasir (Teluknaga)
Tanjung Pasir is een bestuurslaag in het regentschap Tangerang van de provincie Banten, Indonesië. Tanjung Pasir telt 9168 inwoners (volkstelling 2010).